# Emoia trossula
Espèce
Statut de conservation UICN

 EN B1ab(iii,v) : En danger
Emoia trossula est une espèce de sauriens de la famille des Scincidae.

## Distribution
Cette espèce se rencontre aux Fidji, dans les îles Cook et aux Tonga.

## Étymologie
Le nom spécifique trossula vient du latin trossula, coquette, en référence aux points colorés de ce saurien.

## Publication originale
- Brown & Gibbons, 1986 : Species of the Emoia samoensis group of lizards (Scincidae) in the Fiji Islands, with descriptions of two new species. Proceedings of the California Academy of Sciences, sér. 4, vol. 44, no 4, p. 41-53 (texte intégral).